# 宋隆
宋隆（1463年—？），字文明，直隶真定府赵州人，民籍，明朝政治人物。

## 生平
弘治五年（1492年）壬子科順天府鄉試第四十六名舉人。弘治十二年（1499年）中式己未科會試第二百九十五名，三甲第六十名進士。十五年任浙江遂安县知县，累官汝寧府知府。

## 家族
曾祖宋彦智；祖宋慇；父宋信，州同知。母张氏，继母曹氏、趙氏、白氏。严侍下。弟卿、相、奎。